# Behar (časopis)
Behar je bosanskohercegovački list za pouku i zabavu. Izlazio je u Sarajevu dvaput mjesečno 1900. – 1910. s namjerom da “sljubi naš muslimanski svijet s hrvatskom nacionalnom idejom”. Pokrenuli su ga Edhem Mulabdić, Safvet-beg Bašagić i Osman Nuri Hadžić.
List je obnovljen 1992. godine u Zagrebu, gdje i izlazio do 2020. godine.

## Behar (1900. – 1910.)
Behar je bio list u čijem je zaglavlju pisalo "List za zabavu i pouku". Objavljivao je književne priloge, povijesne i kulturne članke, prijevode iz orijentalnih književnosti, didaktičko-religiozne priloge i dr. Prvi urednik lista bio je Safvet-beg Bašagić, a u listu su su surađivali hrvatski i muslimanski intelektualci. Bašagić je uređivao prvu godinu, Edhem Mulabdić od drugog do sedmog godišta. Godine 1906. Mehmed Džemaluddin Čaušević uređuje list. Posljednje tri godine Behar je uređivao Šemsi-beg Salihbegović. Hrvatski veletrgovac i političar podrijetlom iz Tešnja, Ademaga Mešić, osigurao je financijsku stranu izdavanja časopisa, te se smatrao i vlasnikom Behara. Perzijska riječ  behār došla je u hrvatski preko turskog, a znači reg. ekspr. cvijet voćke, latice takvoga cvijeta i meton. proljetni cvat voćaka, tako da ime časopisa navješćuje kulturno proljeće islamske čitateljske publike i književne produkcije.
Časopis se tiskao na hrvatskom jeziku, a od sedmoga godišta četiri stranice tiska na turskome. Prvi broj časopisa izišao je 1. svibnja 1900. godine. Neprekidno je izlazio deset godina, dva puta mjesečno. Od 1927. do 1945. nastavio je izlaziti pod nazivom Novi behar. Časopis je objavio mnogo balada, kao i građu iz područja usmene književnosti.

### Glavni urednici
- Safvet-beg Bašagić (1900. – 1901.)

- Edhem Mulabdić (1901. – 1906.)

- Mehmed Džemaluddin Čaušević (1907. – 1907.)

- Musa Ćazim Ćatić (1908. – 1908.)

- Ljudevit Dvorniković (1909. – 1910.)

### O časopisu
Godine 1910. među muslimanima u Bosni i Hercegovini bilo je 25.505 (5,26 %) pismenih, među pravoslavnim kršćanima 63.205 (9,88 %), a među katolicima 75.843 (22,17 %). Primjerice, u tešanjskome kotaru bilo je mnogo više duhovnika (28) nego učitelja (2). Intelektualci bosanskih muslimana, koji su se velikim dijelom smatrali Hrvatima po nacionalnosti, namjeravali su podići razinu pismenosti i kulture među bosanskohercegovačkim islamskim življem, a među njima se isticao Ademaga Mešić. Behar je zbog hrvatskog jezika razumljivog običnom čovjeku bio pristupačan širokom islamskom sloju, tada većinski nepismenom. Godine 1910. u Bosni je turskim jezikom vladalo 2.289 osoba, a arapskim 448. Vodstvo MNS-a imalo je u vidu osnivanje "islamske tiskare! koja bi distribuirala "znanstvene, poučne i vjerske" publikacije na "turskom i hrvatskom jeziku". Pod uredništvom Čauševića u Beharu prevladava publicistička nad književnom građom; list je izravnije društveno angažiran i otvoren panislamističkim idejama. Bosanski muslimani se u časopisu nazivaju Hrvatima i jezik se naziva hrvatskim imenom.[nedostaje izvor] Naglasak na hrvatsko nacionalno usmjerenje stavlja se od 1908. do 1910. godine, u razdoblju u kojem ga uređuju Ljudevit Dvorniković i Šemsi-beg Salihbegović. Istodobno se otvara prema hrvatskim književnim krugovima oko listova Nada i Kolo hrvatskih književnika. Časopis se tiskao i na turskom jeziku koji je imao simbolički potvrditi vezu bosanskog i univerzalnog islama, ali i osjećaje muslimana prema Istanbulu.[nedostaje izvor] Pored beletristike list obrađuje teme iz narodne ekonomije, osobito agrarnu problematiku.

## Novi behar (1927. – 1943.)
Novi behar pokrenut je 1927. godine kao nastavak Behara. Izlazio je dva puta mjesečno do travnja 1945., a donosio je priloge iz područja književnosti, povijesti, islamskog bogoslovlja i dr. Vlasnik časopisa bila je Islamska dionička štamparija sve do 1944., a od početka 1944. vlasnik je bilo Muslimansko kulturno-prosvjetno društvo Narodna uzdanica. Prvi urednik bio je književnik Husejn Đogo Dubravić, kojeg je 1930. godine u uredničkoj fotelji naslijedio Alija Nametak.
Prvi broj časopisa tiskan je 1. svibnja 1927. i izlazio je neprekidno sve do 1943. godine, dakle – punih šesnaest godina, dok je od sedamnaeste godine postojanja izišlo je šest brojeva. Novi behar odigrao je važnu ulogu u prosvjetnom i kulturnom životu muslimana Bosne i Hercegovine. Suradnici lista bili su: Safvet-beg Bašagić, Edhem Mulabdić, Ahmed Muradbegović, Hamid Dizdar, Alija Nametak, Husejn Đogo Dubravić, Ilijas Dobradžić, Tin Ujević, Muhamed Hadžijahić, Mehmed Džemaluddin Čaušević, Mehmed Handžić, Omer Čampara, Atif Ljubović, Hamza Humo, Hasan Kikić i dr.

### Glavni urednici
- Husejn Đogo Dubravić (1927. – 1930.)

- Alija Nametak (1930. – 1943.)

## Behar (1992. – 2020.)
Od 1992. godine časopis pod istim imenom u Zagrebu izdaje na hrvatskom jeziku Kulturno društvo Muslimana Hrvatske Preporod, a od 4. godišta i br. 19 Kulturno društvo Bošnjaka Hrvatske Preporod. Prvih deset godina obnovljenog tečaja Behar je uređivao Ibrahim Kajan. Od 10. godišta urednik je bio Muhamed Ždralović, a od 15. godišta Sead Begović, a je to bio Ervin Jahić. Časopis je ugašen 2017. godine.

### Glavni urednici
- Ibrahim Kajan (1992. – 2002.)

- Muhamed Ždralović (2002. – 2007.)

- Sead Begović (2007. – 2017.)

- Ervin Jahić (2017. – 2020.)

## Vanjske poveznice
- Behar  Arhivirana inačica izvorne stranice od 10. prosinca 2019. (Wayback Machine)